# آمبر روتر
آمبر روتر (انگلیسی: Amber Rutter؛ زادهٔ ۲۱ اوت ۱۹۹۷) تیرانداز زن اهل بریتانیا است.
وی در مسابقات کشوری و بین‌المللی در مجموع برندهٔ ۸ مدال طلا، ۵ مدال نقره، ۷ مدال برنز شده است.